# Prionoderita
Prionoderita là một chi bọ cánh cứng trong họ Chrysomelidae.
Chi này được miêu tả khoa học năm 2004 bởi Flowers.

## Các loài
Chi này gồm các loài:
- Prionoderita nixa (Bechyne, 1953)